# Habrobracon
Habrobracon is een geslacht van insecten uit de orde vliesvleugeligen (Hymenoptera) en de familie schildwespen (Braconidae).

## Soorten
- H. agathymi (Muesebeck, 1963)
- H. americanus (Ashmead, 1890)
- H. bicolor Haider, Ahmad, Pandey & Shujauddin, 2004
- H. breviradiatus Tobias, 1957
- H. cionycita Lichtenstein, 1924
- H. concolorans (Marshall, 1900)
- H. crassicornis (Thomson, 1892)
- H. cushmani (Muesebeck, 1925)
- H. didemie (Beyarslan, 2002)
- H. erucarum Cushman, 1920
- H. excisus Tobias, 1957
- H. gelechiae (Ashmead, 1889)
- H. genuensis (Marshall, 1897)
- H. hebetor (Say, 1836)
- H. iranicus Fischer, 1972
- H. kitcheneri (Dudgeon & Gough, 1914)
- H. kopetdagi Tobias, 1957
- H. labrator (Ratzeburg, 1844)
- H. lissothorax Tobias, 1967
- H. marshakovi (Tobias, 2000)
- H. nigerrimus Fischer, 1968
- H. notatus Szepligeti, 1914
- H. nygmiae Telenga, 1936
- H. palpebrator (Ratzeburg, 1844)
- H. philocteanus (de Saeger, 1943)
- H. pillerianae Fischer, 1980
- H. platynotae Cushman, 1914
- H. politiventris Cushman, 1919
- H. ponticus (Tobias, 1986)
- H. radialis Telenga, 1936
- H. rotundiventris Hedwig, 1961
- H. simonovi Kokujev, 1914
- H. somnialis (Szepligeti, 1913)
- H. stabilis (Wesmael, 1838)
- H. telengai Mulyarskaya, 1955
- H. viktorovi Tobias, 1961
- H. xanthonotus (Ashmead, 1889)